# Енріке Собехано
Енріке Собехано (ісп. Enrique Sobejano; 13 червня 1957, Мадрид) — іспанський архітектор.
Закінчив Мадридський політехнічний університет та Школу архітектури і міського планування при Колумбійському університеті у Нью-Йорку в 1981 році. Працював професором у Берлінському університеті мистецтв (UdK). Був запрошеним критиком і лектором в різних університетах світу. У 1985 році разом з Феунсантою Ньєто заснував архітектурне бюро Nieto Sobejano Arquitectos у Мадриді. У 1986—1991 роках — содиректор архітектурного журналу «ARQUITECTURA», що видається Офіційною асоціацією архітекторів Мадрида (COAM). 
У 2015 році отримав медаль Алвара Аалто (разом з Фуенсантою Ньєто) від Фінської асоціації архітекторів (SAFA).
Основні проекти

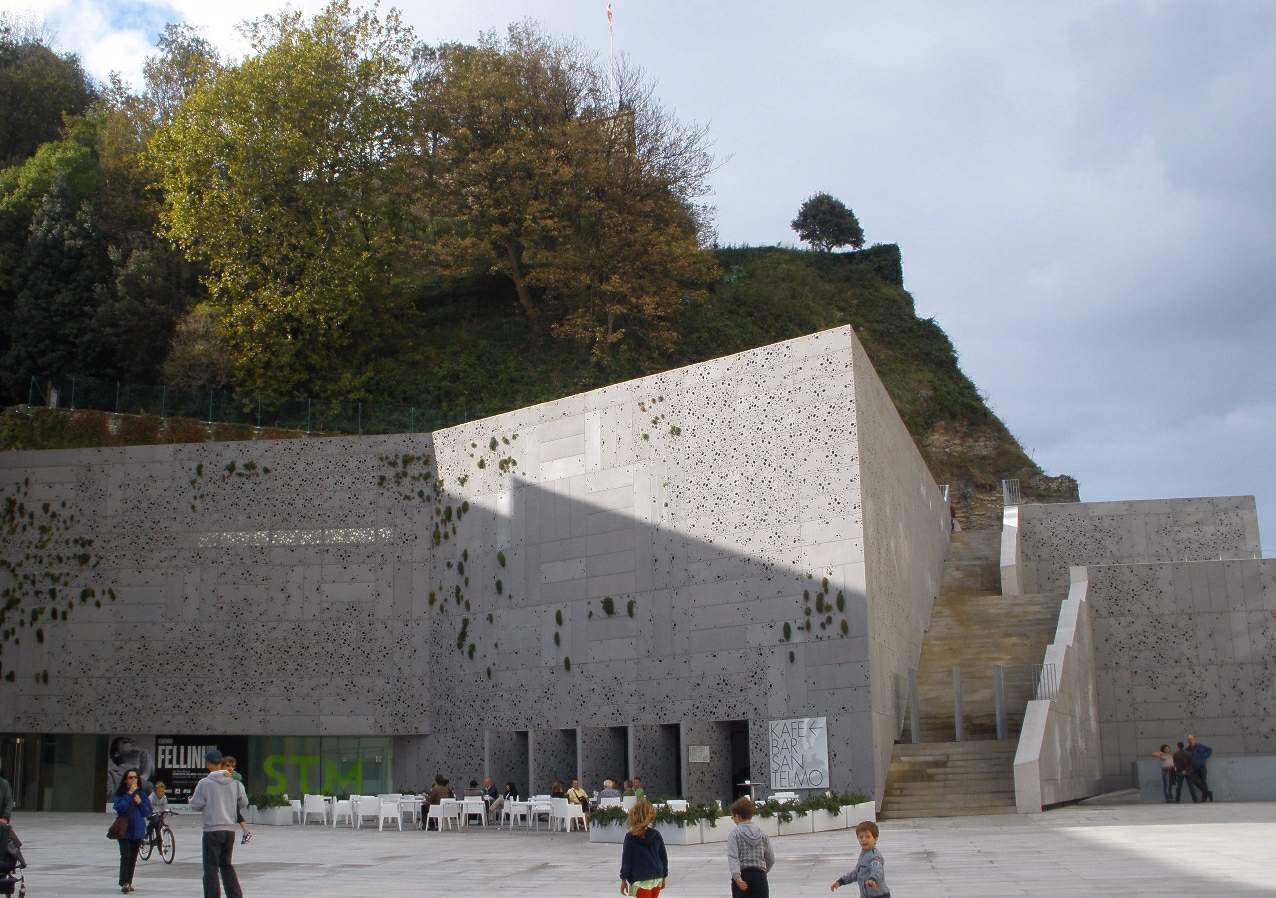
Музей Сан-Тельмо, Сан-Себастьян, Іспанія. 2006—2012

- Центр Арво Пярта, Таллінн, Естонія (планується; дата завершення будівництва — 2018)
- Краєзнавчий музей Йоаннеум (реконструкція подвір'я), Грац, Австрія. 2007—2012
- Центр сучасного мистецтва, Кордова, Колумбія. 2006—2013
- Музей Сан-Тельмо, Сан-Себастьян, Іспанія. 2006—2012
- Музей Медіна аз-захра, Кордова, Іспанія. 2002—2009
- Музей в замку Моріцбург, Галле, Німеччина. 2005—2008
- Музей Кастільйо-де-ла-Лус (нове крило), Гран-Канарія, Іспанія. 2003—2004

Нагороди
- 2012 Європейський музей року (Музей Медіна аз-захра)
- 2015 Медаль Алвара Аалто (разом з Фуенсантою Ньєто)